# Orange Goblin
Az Orange Goblin brit metal együttes. Korábban "Our Haunted Kingdom" néven működtek. Ekkor az Anathema, a My Dying Bride és a Paradise Lost hatott rájuk. 1995-ben alakultak meg Londonban.
Legelőször egy split-lemezt jelentettek meg az Electric Wizard-del (ekkor még Our Haunted Kingdom néven), majd nem sokkal később Orange Goblin-ra ("Narancssárga manó") változtatták a nevüket. Névváltoztatásukat azzal  indokolták, hogy a "hőseik" nevei (pl. Blue Cheer, Pink Floyd, Black Sabbath) mind színeket tartalmaztak. A "goblin" (manó) név pedig onnan jött, hogy a tagok nagyon rajongtak a Gyűrűk Uráért. 2002-es albumukon a punk hatása is hallható. Pete O'Malley 2004-ben elhagyta a zenekart, hogy szóló karriert folytasson. Korai albumaik a stoner metal, space rock, pszichedelikus rock műfajokba sorolható, későbbi lemezeiket a doom metal/stoner metal/heavy metal hangzás jellemzi.

## Tagok
- Ben Ward – ének (1995–)
- Joe Hoare – gitár (1995–)
- Chris Turner – dob (1995–)

Korábbi tagok
- Pete O'Malley – gitár (1995–2004)
- Martyn Millard – basszusgitár (1995–2020)[2]

Ideiglenes tagok
- Duncan Gibbs – billentyűk a Frequencies from Planet Ten albumon
- Jason Graham – billentyűk a Healing Through Fire albumon

## Stúdióalbumok
- Frequencies from Planet Ten (1997)
- Time Travelling Blues (1998)
- The Big Black (2000)
- Coup de Grace (2002)
- Thieving from the House of God (2004)
- Healing through Fire (2007)
- A Eulogy for the Damned (2012)
- Back from the Abyss (2014)
- The Wolf Bites Back (2018)